# ولوو
آبه ولوو (به سوئدی: AB Volvo) شرکت خودروسازی و صنایع سنگین چندملیتی سوئدی است، که در زمینه طراحی، توسعهٔ فناوری و تولید انواع خودروهای تجاری، تجهیزات سنگین، موتورهای دریایی، دیزل‌ژنراتور و قطعات مربوط به آنان فعال می‌باشد. از جمله تولیدات این شرکت کامیون، اتوبوس، لیفتراک، موتورهای دیزل و گازی، تجهیزات سنگین، گیربکس، اکسل، پمپ هیدرولیک، تجهیزات ترابری و سازه‌ای، سامانه‌های دریایی و صنعتی و ارائه خدمات مالی است.
ولوو در سال ۱۹۲۴ با مشارکت مدیر امور مالی شرکت اس‌کااف؛ اسار گابریلسن و یکی از مهندسان ارشد این شرکت بنام؛ گوستاف لارسون، به‌عنوان زیرمجموعه‌ای از گروه اس‌کااف راه‌اندازی شد. ولوو در نهایت در سال ۱۹۲۷ به عنوان یک شرکت خودروسازی، در شهر یوتبری آغاز به‌کار کرد. این شرکت در آغاز شاخه‌ای از شرکت بلبرینگ‌سازی اس‌کااف به‌شمار می‌آمد، که در سال ۱۹۳۵ در پی ورود ولوو به بازار بورس اوراق بهادار سوئد، اس‌کااف سهامش را واگذار نمود.

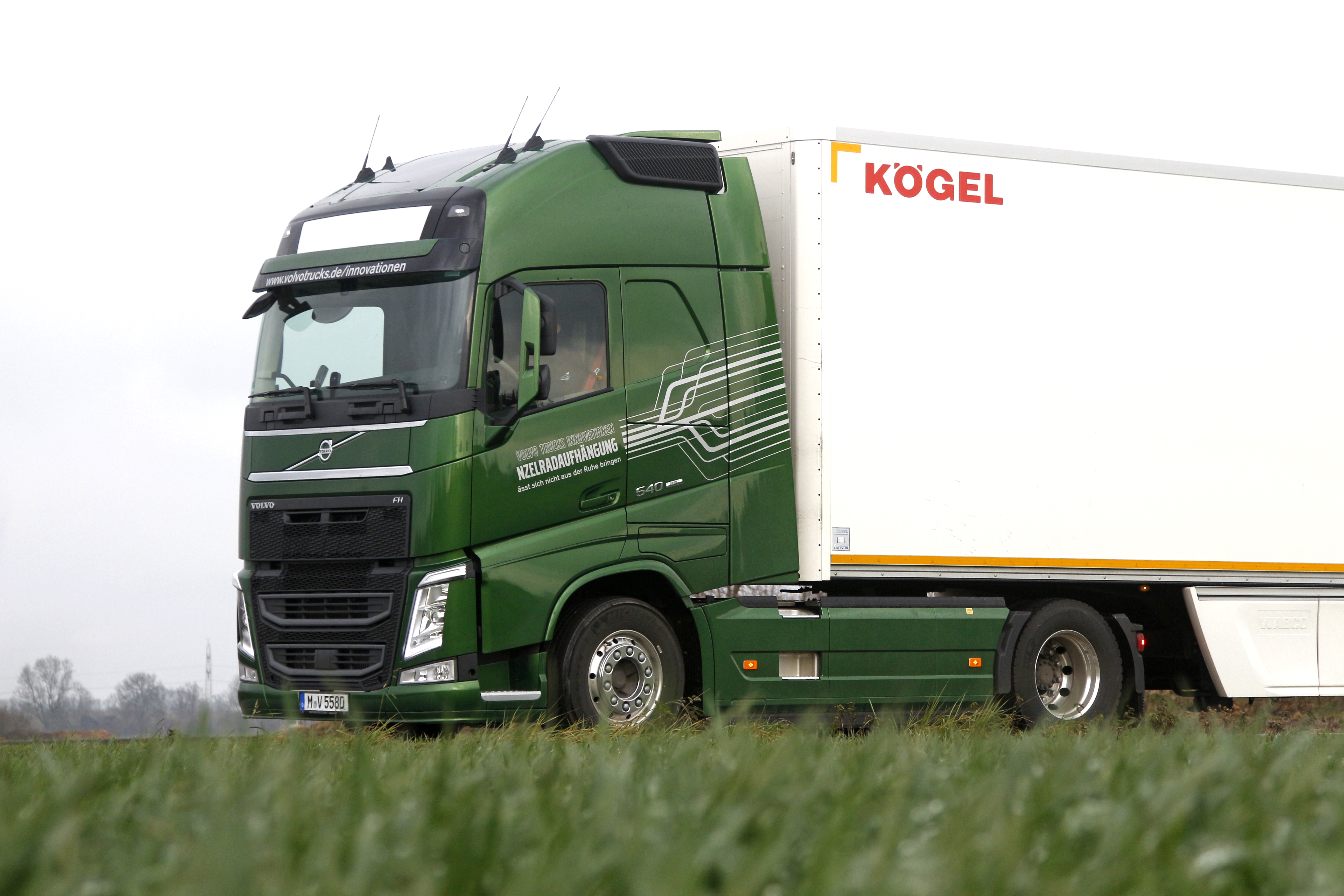
ولوو اف‌اچ ۱۶

گروه ولوو در سال ۱۹۹۹ اقدام به فروش بخش خودروهای سبک خود، تحت نام ولوو کارز، به ارزش ۶٫۴۵ میلیارد دلار آمریکا، به شرکت آمریکایی فورد نمود. در سال ۲۰۱۰ فورد نیز ولوو کارز را با قیمت ۱٫۸ میلیارد دلار به شرکت چینی جیلی فروخت و بخش ساخت خودروی سواری آن (ولوو کارز)، اکنون زیرمجموعه شرکت چینی جیلی است.

#### به‌کارنگرفتن چرم طبیعی در خودرو
در سپتامبر سال ۲۰۲۱ ولوو اعلام نمود از سال ۲۰۳۰ در محصولات تولیدی این شرکت چرم طبیعی به‌کارگرفته نخواهد شد. ولوو این اقدام را در راستای تغییر و تحول درمحصولات و ایجاد تفاوت با دیگر محصولات و صرفه اقتصادی انجام داد.